# Eisbach
Eisbach är ett vattendrag i Österrike.   Det ligger i förbundslandet Burgenland, i den östra delen av landet, 40 km söder om huvudstaden Wien.
Omgivningarna runt Eisbach är en mosaik av jordbruksmark och naturlig växtlighet. Runt Eisbach är det ganska tätbefolkat, med 108 invånare per kvadratkilometer.